# Sciophila fujiana
Sciophila fujiana är en tvåvingeart som beskrevs av Wu 1995. Sciophila fujiana ingår i släktet Sciophila och familjen svampmyggor.
Artens utbredningsområde är Fujian (Kina). Inga underarter finns listade i Catalogue of Life.